# ATP World Tour 500 serija
ATP World Tour 500 serija je nakon četiri Grand Slam turnira i turnira iz serije ATP World Tour Masters 1000, treća razina turnirskih natjecanja u muškom tenisu. Ova serija je prethodno bila poznata pod nazivima Grand Prix Super serija, zatim ATP Međunarodna Zlatna serija, te Championship serija.
Serija obuhvaća jedanaest turnira, a broj 500 označava količinu bodova koju dobiva pobjednik pojedinog turnira. Ovi turniri imaju različitu strukturu natjecanja, pa tako neki turniri imaju ždrijeb za 32, 48 ili 56 igrača u pojedinačnoj konkurenciji, te ždrijeb za 16 ili 24 sudionika u konkurenciji parova.
Vodeći igrači s ATP ljestvice obvezni su igrati na barem četiri turnira iz ove serije, uz dodatnu obvezu da barem jedan od četiri turnira bude nakon US Opena.

## Turniri
| Pobjednik 2011. |
| Pobjednik 2012. |

| Turnir     | Sponzorski naziv                        | Grad       | Država     | Podloga         | Ždrijeb | Pobjednik         |
| ---------- | --------------------------------------- | ---------- | ---------- | --------------- | ------- | ----------------- |
| Rotterdam  | ABN AMRO World Tennis Tournament        | Rotterdam  | Nizozemska | tvrda (dvorana) | 32      | Roger Federer     |
| Memphis    | Regions Morgan Keegan Championships     | Memphis    | SAD        | tvrda (dvorana) | 32      | Jurgen Melzer     |
| Acapulco   | Abierto Mexicano Telcel                 | Acapulco   | Meksiko    | zemlja          | 32      | David Ferrer      |
| Dubai      | Dubai Duty Free Tennis Championships    | Dubai      | UAE        | tvrda           | 32      | Roger Federer     |
| Barcelona  | Open Sabadell Atlántico                 | Barcelona  | Španjolska | zemlja          | 56      | Rafael Nadal      |
| Hamburg    | bet-at-home Open                        | Hamburg    | Njemačka   | zemlja          | 56      | Gilles Simon      |
| Washington | Legg Mason Tennis Classic               | Washington | SAD        | tvrda           | 48      | Radek Štěpánek    |
| Beijing    | China Open                              | Peking     | Kina       | tvrda           | 32      | Tomaš Berdych     |
| Tokyo      | Rakuten Japan Open Tennis Championships | Tokio      | Japan      | tvrda           | 32      | Andy Murray       |
| Basel      | Swiss Indoors Basel                     | Basel      | Švicarska  | tvrda (dvorana) | 32      | Roger Federer     |
| Valencia   | Valencia Open 500                       | Valencia   | Španjolska | tvrda (dvorana) | 32      | Marcel Granollers |

## Statistika
|     | Naslovi          | #  |
| --- | ---------------- | -- |
| 1.  | Pete Sampras     | 12 |
| 1.  | Roger Federer    | 12 |
| 1.  | Rafael Nadal     | 12 |
| 4.  | Boris Becker     | 9  |
| 5.  | Stefan Edberg    | 8  |
| 6.  | Goran Ivanišević | 7  |
| 6.  | Novak Đoković    | 7  |
| 8.  | Ivan Lendl       | 6  |
| 8.  | Andre Agassi     | 6  |
| 8.  | David Ferrer     | 6  |
| 11. | Michael Chang    | 5  |
| 11. | Jim Courier      | 5  |
| 11. | Àlex Corretja    | 5  |
| 11. | Andy Roddick     | 5  |

|    | Finala           | #  |
| -- | ---------------- | -- |
| 1. | Roger Federer    | 16 |
| 2. | Boris Becker     | 14 |
| 2. | Rafael Nadal     | 14 |
| 4. | Pete Sampras     | 13 |
| 5. | Stefan Edberg    | 12 |
| 5. | Goran Ivanišević | 12 |
| 5. | David Ferrer     | 12 |
| 8. | Ivan Lendl       | 9  |
| 8. | Michael Chang    | 9  |
| 8. | Andre Agassi     | 9  |

## Poveznica
- Grand Slam
- ATP World Tour Masters 1000
- ATP World Tour 250 serija

## Vanjska poveznica
- Službena stranica